# Prionailurus javanensis
Il gatto della Sonda (Prionailurus javanensis (Desmarest, 1816)) è un felino diffuso a Sumatra, nel Borneo, a Giava, nelle isole filippine di Palawan, Negros, Cebu e Panay e, forse, nella penisola malese. Fatta eccezione per la popolazione di Palawan, i gatti della Sonda presenti sulle altre isole filippine potrebbero esservi stati introdotti dall'uomo. I gatti che vivono nella penisola malese, dalla colorazione notevolmente variabile, potrebbero essere il frutto di incrocio con il gatto leopardo (Prionailurus bengalensis).

## Descrizione
I gatti della Sonda sono più piccoli dei gatti leopardo dell'Asia continentale: il loro peso, infatti, è pari più o meno a un terzo o alla metà di quello dei loro parenti. Il corpo e gli arti sono ricoperti da macchie oblunghe, di colore marrone scuro o nero. Talvolta le macchie possono essere anche piccole e arrotondate. Caratteristiche della specie sono quattro strisce longitudinali scure e parallele sul collo.
Ne vengono riconosciute due sottospecie:
- P. j. javanensis (Desmarest, 1816), diffusa a Giava e a Bali, che presenta una colorazione di fondo grigio-brunastra;
- P. j. sumatranus (Horsfield, 1821), presente a Sumatra, nel Borneo, a Palawan, Negros, Cebu e Panay, con una colorazione di fondo variabile, che può essere giallo-brunastra, arancio chiaro-brunastra, fulva o grigio-giallastra.

## Biologia
Il gatto della Sonda ha abitudini prevalentemente notturne. È un buon arrampicatore ed è stato avvistato anche a 4 metri dal suolo nelle piantagioni di palma da olio del Sabah, a caccia di roditori e coleotteri. Gli esemplari studiati nella riserva naturale di Tabin, nel Sabah, avevano home range di dimensione compresa tra 1,93 e 3,8 km². Gli home range dei maschi sono più grandi e si sovrappongono a quelli di una o più femmine. Durante la stagione secca, i maschi oggetto di studio percorrevano una distanza media di 1,7 km in una notte, le femmine una distanza media di 1,27 km; durante la stagione delle piogge, gli esemplari di entrambi i sessi si spostavano per circa un chilometro attraverso il proprio territorio. I maschi si spostavano più velocemente delle femmine ed entrambi i sessi erano più attivi nella prima metà della notte che nella seconda.

## Tassonomia
Il gatto della Sonda venne descritto per la prima volta nel 1816 dallo zoologo francese Anselme Gaëtan Desmarest con il nome scientifico Felis javanensis. In seguito, però, i gatti dalla pelliccia maculata dell'arcipelago malese furono classificati nella stessa specie del gatto leopardo (Prionailurus bengalensis). Tuttavia, gli autori di uno studio del 2014 sulla filogeografia e la genetica di alcuni felini del Sud-est asiatico hanno concluso che i gatti leopardo dell'arcipelago malese sono geneticamente distinti dalle popolazioni della terraferma e sono più strettamente imparentati con il gatto pescatore (Prionailurus viverrinus) che con le popolazioni continentali del gatto leopardo. Si ritiene che le popolazioni continentali e insulari del gatto leopardo si siano differenziate geneticamente circa 2 milioni di anni fa. La scoperta è stata confermata da un altro studio pubblicato nel febbraio 2017. In una revisione della classificazione dei felini pubblicata nel gennaio 2017, il Cat Specialist Group della IUCN ha quindi separato le popolazioni insulari del gatto leopardo dalle popolazioni continentali come specie separata, assegnando loro il nome scientifico di Prionailurus javanensis.